# Maria Lamas
Maria da Conceição Vassalo e Silva da Cunha Lamas OSE • GOL (São Pedro, Torres Novas, 6 de Outubro de 1893 — Alcântara, Lisboa, 6 de Dezembro de 1983) foi uma escritora, tradutora, jornalista e conhecida ativista política feminista portuguesa.

## Biografia
Maria da Conceição Vassalo e Silva nasceu a 6 de Outubro de 1893 na freguesia de São Pedro, em Torres Novas, distrito de Santarém, e foi batizada nessa freguesia a 22 de outubro de 1893, como filha de Maria da Encarnação Vassalo e Silva, natural de Alcanena (então ainda pertencente ao concelho de Torres Novas), e de Manuel Caetano da Silva, lojista, natural de Mação.
Os pais eram ambos oriundos de famílias burguesas — católicos e devotos do lado materno, republicanos e maçónicos do lado paterno. Era irmã mais velha de Manuel António Vassalo e Silva, que viria a ser o último governador da Índia Portuguesa, e prima das escritoras Maria Lúcia Vassalo Namorado e Alice Vieira.

#### Primeiros Anos de Vida
Frequentou a escola primária do Conde Ferreira e completou os seus estudos no Colégio das Teresianas de Jesus Maria José, em Torres Novas, em regime de internato, a pedido de sua mãe. 
Poucos anos depois, a 10 de março de 1911, com 17 anos de idade, casou-se com Teófilo José Pignolet Ribeiro da Fonseca, então com 24 anos, natural de Macau, republicano e oficial da Escola Prática de Cavalaria de Torres Novas, filho de António Marciano Ribeiro da Fonseca, general reformado, natural do Porto, e de Antoinette Émilie Pignolet, doméstica, natural de Paris. Este foi o primeiro casamento civil celebrado na localidade. Ainda em 1911, já grávida, Maria não hesitou em acompanhar o marido em missão num presídio militar em Capelango, Angola. Alguns meses depois, nasceu a sua primeira filha, de nome Maria Emília.
Pouco tempo depois, a relação tornou-se atribulada e, em 1913, apesar de se encontrar novamente grávida, Maria decidiu deixar o marido e regressar a Portugal. Disposta a conseguir o divórcio e a lutar pela tutela das filhas, Maria Emília e Maria Manuela (que nasceria ainda nesse mesmo ano), a sua imagem popular foi gravemente abalada, não só por à época o divórcio e a emancipação da mulher serem ainda tema tabu na tradicionalista e conservadora sociedade portuguesa, mas também por Maria ter dirigido, em público, vários ataques verbais insultuosos contra o marido.
Com o avançar da Primeira Guerra Mundial e a partida do marido para a frente de combate na Flandres e depois em França, Maria Lamas foi obrigada a procurar uma forma de sustento para si e as filhas. Começou a trabalhar na Agência Americana de Notícias pela mão da jornalista e amiga Virgínia Quaresma e a escrever para os jornais Correio da Manhã e A Época. Tornou-se assim uma das primeiras mulheres jornalistas profissionais em Portugal.

#### Anos 1920
A 27 de fevereiro de 1920, foi finalmente decretado o divórcio, por mútuo consentimento, de Teófilo José Ribeiro da Fonseca ., o que permitiu a Maria casar-se em segundas núpcias, a 25 de abril de 1921, em Lisboa, com o jornalista e apoiante monárquico Alfredo da Cunha Lamas, que havia conhecido ao trabalhar no jornal A Época. Alfredo da Cunha Lamas, então com 42 anos e também já divorciado de Albertina Pereira da Silva, era natural de Lisboa e filho de António da Cunha Lamas e de Cândida Rita de Carvalho, também naturais de Lisboa. Deste segundo casamento, nasceu uma filha, Maria Cândida. Contudo, devido às diferenças ideológicas e à incompatibilidade de temperamentos, Maria e Alfredo separaram-se pouco depois do nascimento da filha. Na realidade, nunca se divorciaram, o que explica que Maria tenha conservado o apelido Lamas. Alfredo da Cunha Lamas faleceu a 4 de outubro de 1953, na freguesia de Camões (Coração de Jesus), em Lisboa, e Maria Lamas passou ao estado de viúva, com que viria a falecer, porquanto não voltou a casar-se.
Em 1920, Maria Lamas começou a trabalhar para a Agência Americana (brasileira) de Notícias (AAN).
Começou também a escrever para os jornais O Século, O Almonda, A Joaninha, A Voz, A Capital e o Diário de Lisboa e a publicar poemas ("Os Humildes", 1923), crónicas, novelas, folhetins, romances (Diferença de raças, 1923; "Caminho Luminoso", 1927; "Para Além do Amor", 1935; "Ilha Verde", 1938), textos para crianças, adolescentes e mulheres, estes últimos com um cariz mais interventivo e político sobre a reivindicação dos direitos das mulheres .
Em 1928, passou a dirigir o suplemento Modas & Bordados do jornal O Século, a convite do escritor e redator Ferreira de Castro, invertendo o prejuízo da revista em lucro logo nas suas primeiras edições, através da adoção de um discurso «de mulher para mulher» em que se debatiam temas que questionavam os padrões tradicionais e conservadores das mulheres na sociedade. Maria Lamas assumiu a direção deste suplemento em 1930.
Também por esta altura, começou a falar sobre o direito à felicidade, a luta pela dignificação e a emancipação da mulher, associando-se ao Conselho Nacional das Mulheres Portuguesas (CNMP), presidido pela ativista feminista Adelaide Cabete.
Dois anos depois, começou uma «amitié amoureuse» (amizade amorosa) com o escritor Ferreira de Castro, com o qual trabalhava no periódico O Século. Esta relação ficou intensamente registada em inúmeras cartas, postais e telegramas dando conta do seu quotidiano, viagens, pensamentos, tristezas, sonhos e elogios sobre os seus trabalhos literários e terminando apenas em 1973, data da última carta registada recebida por Maria Lamas. Estes registos encontram-se no espólio organizado pela filha Maria Cândida e pelo neto José Gabriel Pereira Bastos. Contudo, a correspondência amorosa trocada entre 1930 e 1938, que havia sido depositada na Biblioteca Nacional ou na Imprensa Nacional, encontra-se desaparecida até à data.

#### Anos 1930 e 40
Por sua iniciativa, também em 1930, criou, em coligação com o Conselho Nacional das Mulheres Portuguesas e o jornal O Século, a “Exposição da Obra Feminina, antiga e moderna de carácter literário, artístico e científico", a qual pretendia dar visibilidade ao trabalho das mulheres de norte a sul do país, «desde o trabalho das artesãs até aos trabalhos das intelectuais, desde um tear de Trás-os-Montes até à mesa de trabalho de Carolina Michaelis de Vasconcelos» . Esta iniciativa, que durou dois meses, gerou forte afluência e atenção mediática, possibilitando, não só o abrir de portas dentro da organização feminista, que a elegeu presidente das secções de Educação, em 1937, e de Literatura, em 1939, como também colocando-a sob o olhar atento da esfera política e social da época. A 7 de fevereiro de 1934, foi agraciada com o grau de Oficial da Ordem de Santiago da Espada, pelo seu trabalho em prol dos direitos das mulheres. Com esta organização, realizou vários comícios feministas, muitos deles com percalços e falhanços por não conseguirem agregar muito público.  Em 1935, num desses comícios, registou-se um momento caricato, quando um integrante se envolveu em troca acesa de insultos com uma mulher do público, a qual discordava do enfoque dos temas abordados. A notícia saiu nos jornais da região e enfraqueceu a popularidade dos comícios. Algumas mulheres presentes nas reuniões viriam mesmo a considerá-las «nefastas para o movimento feminista político português» e criaram associações feministas separadas, enchendo Maria Lamas de críticas, muito por conta da alta politização do seu discurso, que não favorecia opiniões contrárias às suas.
Em 1937 organizou, nos salões de O Século, a exposição «Tapetes de Arraiolos» executados pelas mulheres presas na Cadeia das Mónicas. 
Depois inscreveu-se na Associação Feminina para a Paz, recém-constituída no Porto, e passou a assinar as suas obras como Maria Lamas. Até então, utilizava diversos pseudónimos, como «Serrana d'Ayre», «Rosa Silvestre», «Vagna Ina» e «Armia», este último essencialmente nos textos da revista Alma Feminina, o meio oficial de comunicação e divulgação do CNMP (Conselho Nacional das Mulheres Portuguesas).
Entre 1941 e 1942, traduziu O General Dourakine, da Condessa de Ségur, e O Pequeno Lord, de Frances H. Burnett, e adaptou David Copperfield, de Charles Dickens. Publicou a novela infantil O Vale dos Encantos.
Em julho de 1945, tornou-se presidente da Direcção do Conselho Nacional das Mulheres Portuguesas, com a promessa de promover campanhas de alfabetização por todo o país. Contudo, não teve tempo para executar o mandato. Alguns meses após a sua eleição, devido ao clima político em que o país se encontrava, já em pleno Estado Novo, foi obrigada pelo diretor do jornal O Século, João Pereira da Rosa, a escolher entre continuar na direção da revista Modas & Bordados ou à frente da organização feminista. Maria Lamas não hesitou e demitiu-se do cargo da revista, dando início a uma das suas mais importantes obras literárias: As Mulheres do Meu País (1947-1950), a primeira reportagem sobre as condições de vida das mulheres portuguesas. À época, a obra foi, no entanto, considerada sensacionalista. Muitas mulheres declaravam não se rever na sua leitura. 
Ainda em 1947, após a realização da exposição «Livros Escritos por Mulheres», na Sociedade Nacional de Belas Artes, a atividade do Conselho Nacional das Mulheres Portuguesas foi proibida pelo governo e cessou de imediato.

#### Anos 1950 e 60
Nos anos seguintes continuou a desenvolver uma intensa ação propagandística e ativista contra o Estado Novo, integrando o Conselho Mundial da Paz e a Oposição Democrática, manifestando o apoio à candidatura de José Norton de Matos e integrando a Comissão Central do Movimento Nacional Democrático. Essas ações, por sua vez, originariam várias perseguições pela PIDE e encarceramentos na prisão de Caxias (1949, 1950-1951, 1953). Participou em congressos, seminários e conferências pelos direitos das mulheres e pela paz mundial, apelando a que os outros países não fechassem os olhos à situação de ditadura que se vivia em Portugal. 
Em 1955, autoexilou-se na Madeira, onde permaneceu cerca de ano e meio escrevendo o livro Arquipélago da Madeira - Maravilha Atlântica, publicado no ano seguinte.
Anos mais tarde, em 1962, cansada de viver perseguida pela polícia, viajou para Paris, onde passou a residir como exilada política. Viveu no Grand Hotel Saint-Michel, na rua Cujas, nº 19, do Quartier Latin. Aí, conheceu a escritora Marguerite Yourcenar e começou a desenvolver uma intensa atividade política de apoio aos portugueses refugiados que se opunham ao regime do Estado Novo. Só regressou a Portugal a 3 de dezembro de 1969, com a garantia de não haver nas fronteiras nenhum mandato de captura contra si.

#### Pós 25 de Abril de 1974
Finalmente, com a chegada da Revolução dos Cravos, a 25 de abril de 1974, Maria Lamas, com 80 anos de idade, foi agraciada e homenageada diversas vezes: tornou-se dirigente do Comité Português para a Paz e Cooperação; diretora honorária da revista Modas & Bordados (1974); presidente de honra do Movimento Democrático de Mulheres (1975); diretora da publicação Mulheres (1978) ; filiou-se oficialmente no Partido Comunista Português; recebeu do Presidente Ramalho Eanes a Ordem da Liberdade (1980); foi homenageada pela Assembleia da República (1982); e recebeu a Medalha Eugénie Cotton, da Fédération démocratique internationale des Femmes (FDIM) (1983).
Faleceu a 6 de dezembro de 1983, com 90 anos de idade, vítima de acidente vascular cerebral, na freguesia de Alcântara, em Lisboa. Deixou preparada uma nota para a família: «Com o coração cheio de amor eu queria apenas dizer que vos amo muito e agradecer-vos tudo quanto vos devo» . Encontra-se sepultada no Cemitério de Benfica, em Lisboa.

## Intervenção política
- Em 1945 assina as listas de apoio à formação do Movimento Unitário Democrático Juvenil (MUDJ) e começa a trabalhar no Conselho Nacional das Mulheres Portuguesas (CNMP)
- Em 1946 foi presidente da direcção do Conselho Nacional das Mulheres Portuguesas.
- Em 1946 participou no congresso que daria origem à Federação Democrática Internacional de Mulheres (FDIM).
- Fez parte da direcção do Movimento de Unidade Democrática (MUD) onde combateu o regime fascista de Salazar.
- Em 1949 esteve encarcerada no Forte-prisão de Caxias, tendo sido posteriormente presa por mais duas vezes.
- Em 1953 é eleita membro do Conselho Mundial da Paz, em Budapeste; a seguir visita a União Soviética e no regresso a Portugal é presa e levada para a Prisão de Caxias.
- Em 1957 participa na Conferência Mundial Para a Paz, em Colombo, Sri Lanka; visita a República Popular da China, sendo recebida pelo primiro ministro Zhou Enlai; viaja pelo Japão, visita Hiroshima, e participa na III Conferência Mundial contra as Bombas A e H.
- Em 1958 participou em Copenhaga no Congresso Internacional de Mulheres.
- Participou diversas vezes nos Congressos Mundiais da Paz.
- Entre 1962 e 1969, esteve exilada em Paris.
- Em Julho de 1962 preside à delegação portuguesa à Conferência Para a Paz e Desarmamento, em Moscovo.
- Em 1968 vive de perto os acontecimento de Maio de 68 em Paris.
- Em 1969 regressa a Portugal recebendo inúmeras provas de apreço dos amigos e da sociedade civil.
- Filiação no Partido Comunista Português após o 25 de Abril de 1974.
- Em 1975 participou em Berlim no VII Congresso da FDIM.

## Obras publicadas
- Humildes (poesia) (1923).
- Diferença de Raças (romance) (1924).
- O Caminho Luminoso (romance) (1928).
- Maria Cotovia (livro infantil) (1929).
- As Aventuras de Cinco Irmãozinhos (livro infantil) (1931).
- A Montanha Maravilhosa (livro infantil) (1933).
- A Estrela do Norte (livro infantil) (1934).
- Brincos de Cereja (livro infantil) (1935).
- Para Além do Amor (romance) (1935).
- A Ilha Verde (livro infantil) (1938).
- A Lenda da Borboleta (texto para projecto ilustrado de Roberto Araújo) (1940).[19]
- O Vale dos Encantos (livro infantil) (1942).
- O Caminho Luminoso (1942).
- As Mulheres do Meu País (1948).
- A Mulher no Mundo (1952).
- O Mundo dos Deuses e dos Heróis, Mitologia Geral (1961).
- Arquipélago da Madeira (1956).

## Traduções
- Memórias de Adriano (de Marguerite Yourcenar)
- Obras de Frank Baum, Frances Burnett, Condessa de Ségur, Charles Dickens, etc.

## Prémios e homenagens
- 1934 - Oficial da Ordem Militar de Sant'Iago da Espada a 1 de Agosto.[20]
- 1975 - Presidente honorária do Movimento Democrático de Mulheres (MDM).
- 1980 - Grande-Oficial da Ordem da Liberdade a 30 de Junho.[20]
- 1982 - Distinção de Honra do Movimento Democrático de Mulheres
- 1982 - Medalha de Ouro do concelho de Torres Novas
- 1983 - Medalha Eugénie Cotton, atribuída pela Fédération Démocratique Internationale des Femmes.
- 2021 - A Associação das Mulheres de Alhos Vedros (Caravela d’Ideias), juntamente com o Município da Moita e a Freguesia de Alhos Vedros, inauguram monumento público de homenagem a Maria Lamas.[21]

Em Torres Novas, em Outubro de 1987, Maria Lamas foi homenageada com a atribuição do seu nome a uma praceta na localidade, e em 1989, foi dado o nome da escritora à Escola Industrial de Torres Novas, na comemoração dos 50 anos da sua existência, passando a designar-se por "Escola Secundária Maria Lamas".
O Município de Torres Novas instituiu o prémio Maria Lamas para estudos sobre a mulher, género e igualdade.

## Espólio documental
O espólio documental de Maria Lamas encontra-se na Biblioteca Nacional de Portugal.